# Fremontodendron mexicanum
Fremontodendron mexicanum là một loài thực vật có hoa trong họ Cẩm quỳ. Loài này được Davidson mô tả khoa học đầu tiên năm 1917.